# Comarca del Arlanza

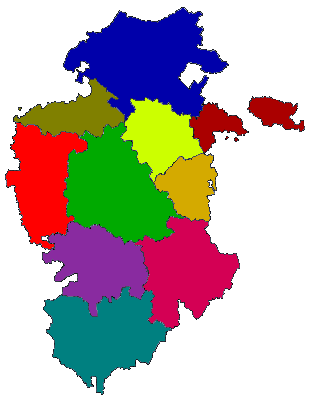
Mapa de las comarcas de Burgos
Merindades
La Bureba
Ebro
Páramos
Odra y Pisuerga
Alfoz de Burgos
Montes de Oca
Arlanza
Sierra de la Demanda
Ribera del Duero

La Comarca del Arlanza está situada en el oeste de la provincia de Burgos (Castilla y León, España), lindando con la de Palencia y las comarcas de Sierra de la Demanda, Ribera del Duero, Alfoz de Burgos y Odra-Pisuerga. Pertenece en su integridad a la cuenca del Duero y está bañada por el río Arlanza, del que toma nombre. Sus vinos cuentan con denominación de origen.
Tiene una población de 9167 habitantes a 1 de enero de 2024 según los datos del INE.

## Geografía

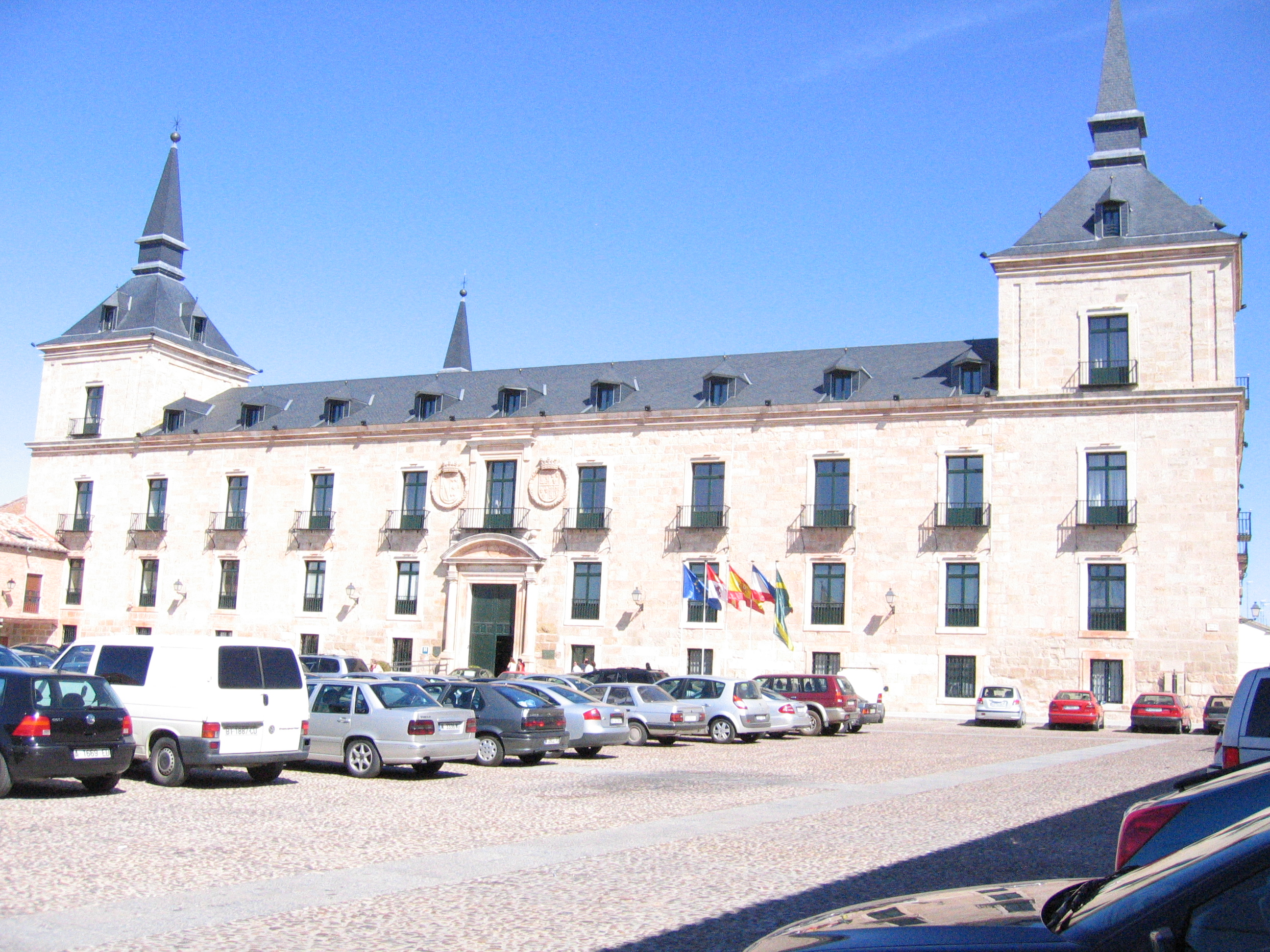
Palacio ducal de Lerma.

Las aguas del Arlanza, que nace en los pinares de Quintanar, corren de este a oeste porque las tierras descienden desde alturas como la de Peñas de Cervera (el monte Valdosa alcanza los 1412 metros) y de la serranía de Las Mamblas (1372 m) hasta el límite con Palencia. La comarca recibe un promedio de 647 mm de agua, que para Burgos es cantidad apreciable.
Dedica la mayor parte de sus tierras al cultivo del cereal, consecuencia de un largo proceso de roturación de grandes extensiones de pino, encina, enebro, chopo y otras especies que cubrían enormes extensiones. Así lo atestigua la toponimia comarcal: Pineda Trasmonte, Pinedillo, Nebreda, Avellanosa, Torrecitores del Enebral, Madrigal del Monte, Madrigalejo del Monte o Villamayor de los Montes. Antes se fabricaba mucho carbón vegetal.

### Hidrografía

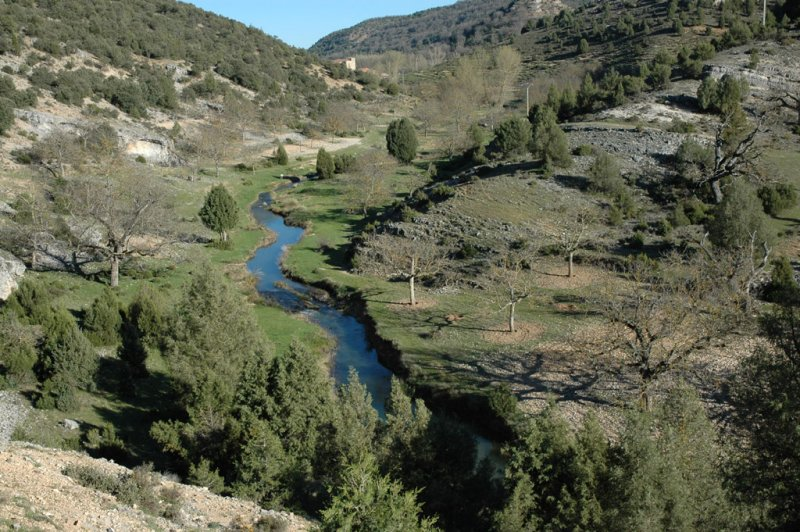
Río Mataviejas en el Desfiladero de Ura.

Aparte del Arlanza, riega también la comarca el río Esgueva, que corre casi paralelo y recibe las aguas del Henar.
El río Arlanza tiene como afluentes principales el Cubillo, por la derecha, y el Ura o Mataviejas y el Franco, por la izquierda.

### Comunicaciones
Las comunicaciones son aceptables: cruza de norte a sur la carretera nacional N-I de Madrid a Irún y hacia el oeste la N-622 de Lerma a Palencia. Completan la red las comarcales:
- BU-101 de Villahoz a Villaquirán (A-62).
- BU-114 de Quintanilla de la Mata (A-1) a Villafruela.
- BU-900 de Lerma a Silos.
- BU-901 de Cuevas de San Clemente (N-234) a Silos.
- BU-904 de Lerma (A-1) a Covarrubias.
- BU-905 de Covarrubias a Hortigüela (N-234).
- BU-910 de Hacinas (N-234) a Caleruega.

El ferrocarril directo Madrid-Burgos, aunque este último resulta de poca utilidad por su estado de abandono.

## Historia

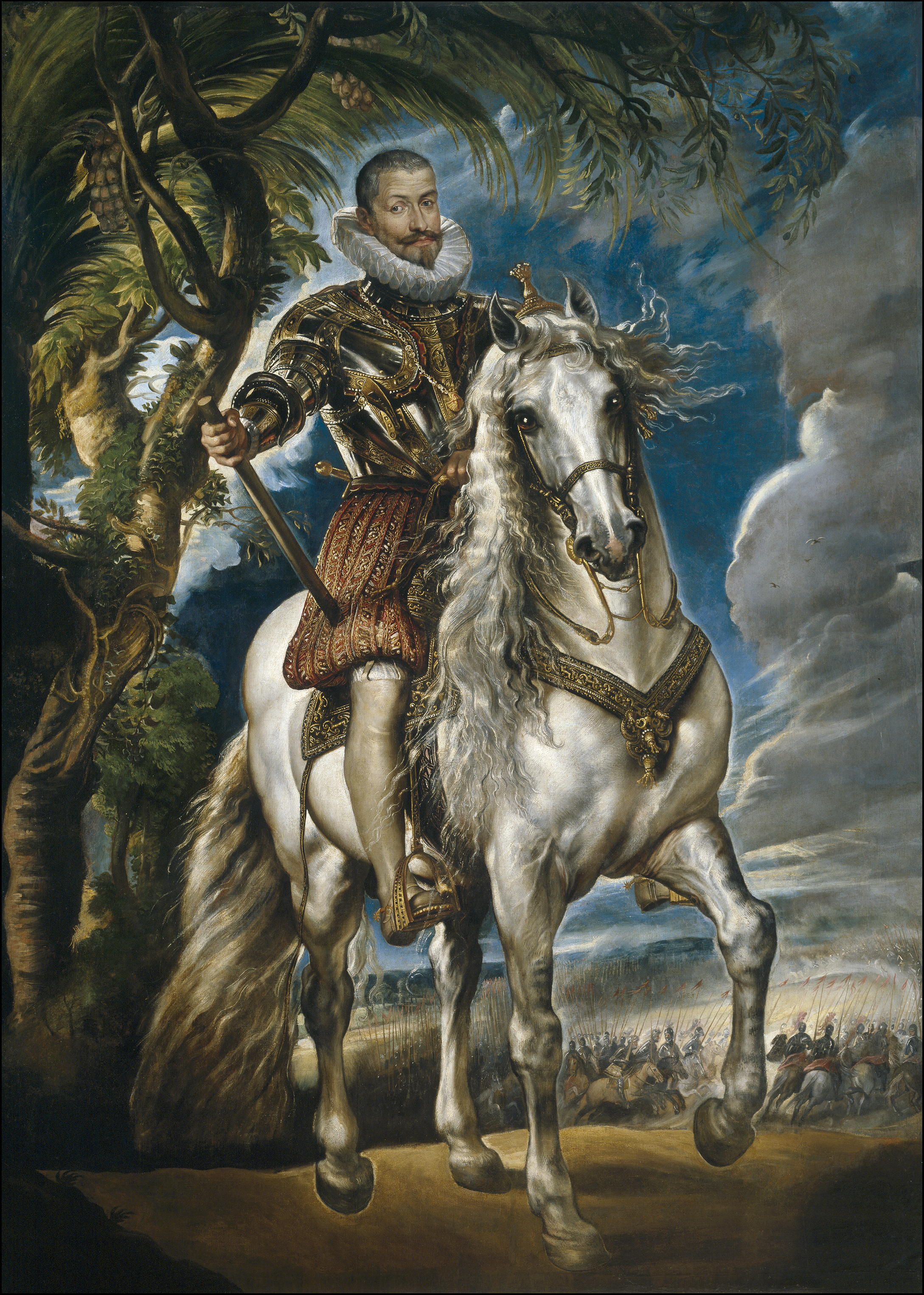
Retrato ecuestre del duque de Lerma, por Pedro Pablo Rubens, 1603.

Es difícil precisar la distribución de tribus que habitaron esta comarca durante la prehistoria, pero hay algunos testimonios de la colonización romana en las orillas del río Arlanza: el puente de Tordómar es, tal vez, el más significativo. Pero cuando la comarca entra de lleno y con brillantez en la historia, es a principios del siglo X. Las avanzadillas de los reconquistadores llegan al valle del Arlanza hacia el año 900 y construyen una importante cadena de fortalezas: Covarrubias y su torreón, Tordueles (Torre de Félix), Tordable (Torre de Abillo); Torrecilla; Tordómar (Torre de Agomar), Torrecitores, Escuderos, Torremoronta (Torre de los Moros), etc.
El año 912 fue decisivo para la Castilla Condal, pues se trasladó la frontera al valle del Duero, con la reconquista de Roa, Aza, Osma y Gormaz. A las más seguras tierras del Arlanza acuden entonces, para poblar y colonizar, gentes de todo el Norte de España y muchos mozárabes. Hecho destacado de esta época es la creación por el conde García Fernández, en el año 978, del Infantado de Covarrubias.
Destacan las figuras de Francisco de Sandoval y Rojas, primer duque de Lerma, valido del rey Felipe III, que convirtió a la villa de Lerma en centro de sus dominios; y de Jerónimo Merino, cura de Villoviado y terror de los invasores franceses, que con su partida liberó la comarca durante la Guerra de la Independencia.

## Economía
Es la comarca burgalesa con mayor superficie cultivada (81 % del total) con escaso predominio de la ganadería extensiva y pequeña proporción de terreno forestal. La agricultura es de secano y de tipo extensivo y fundamentalmente cerealista (trigo, cebada, avena y centeno), aunque también se cultivan leguminosas y el viñedo, este último con Denominación de Origen Arlanza. El largo aplazamiento en la construcción del embalse de Castrovido ha impedido tanto la ampliación del regadío como la regulación del río Arlanza, con importantes inundaciones.

## Tradición vitícola
La comarca del Arlanza es una de las comarcas más visitadas en la comunidad castellano-leonesa, por su riqueza artística, patrimonial y paisajística. La Denominación de Origen del Arlanza es una de las comarcas con más tradición vitivinícola. La tradición vitícola en la comarca del Arlanza se remonta al siglo VII, del que se conservan reseñas históricas. Existen datos de la existencia de viñedos en manos de los monasterios.
En el siglo X se encuentran detalles de vides y racimos en el Monasterio de Valeránica (Tordómar) (hoy desaparecido). Existen testimonios de que en el siglo X el viñedo de la ribera del río Arlanza aumentó considerablemente y adquirió mucha importancia.
Según Fray Valentín: “todas las poblaciones comprendidas entre el Arlanzón y el Arlanza destinaron alguno de sus pagos a viñas... La familia condal gozaba de viñas y los monjes del Arlanza las mimaban en la zona de Lerma, especialmente en el priorato de Santa Inés. Covarrubias alaba sus propios caldos y la abadesa reclama a cada vecino de su fuero un pozal de vino”.
En el siglo XII, el monasterio de Santa María de Bujedo de Juarros consiguió viñedos en las riberas del Arlanza y del Duero para su abastecimiento, completándolos con viñedos en Quintanilla del Agua.
A principios del siglo XX apareció la filoxera, lo que obligó al arranque de la totalidad del viñedo existente y a su replantación. En el año 1920 la reestructuración se había completado.
Hasta la mitad del siglo XX el viñedo fue parte importante de todas explotaciones existentes en la comarca. A partir de entonces se produjo un fuerte éxodo rural en el Arlanza debido a la gran expansión industrial que demandaba abundante mano de obra.
Esta falta de mano de obra, unida a la estructura de los viñedos que, en su mayoría, estaba formada por parcelas muy pequeñas, marcos de plantación que imposibilitaban la utilización de maquinaria, variedades dispares y poco adaptadas, etc. obligó al abandono paulatino de los mismos, a la vez que hizo que los agricultores fueran pasándose al cultivo del cereal, mucho más protegido en aquella época y quedándose reducido notablemente el cultivo del viñedo en la comarca.

## Localidades más importantes
Destacan la villa rachela de Covarrubias, conjunto histórico artístico y antigua capital de un estado eclesiástico, la villa ducal de Lerma, convertida por el duque que lleva su nombre en uno de los conjuntos urbanos más bellos de España, y Santa María del Campo, antigua capital de las Behetrías.

## Patrimonio
Además de los conjuntos urbanos de Covarrubias y Lerma, las iglesias de Santa María del Campo, Villahoz, Presencio, Villahizán, Castrillo de Solarana, Tordómar, Tórtoles de Esgueva; las ermitas de Retortillo y Barriosuso, los monasterios de Villamayor de los Montes, el castillo de Torrecitores y el Palacio Ducal de Lerma.

## Municipios (45)
| - Avellanosa de Muñó (3) - Cebrecos - Ciadoncha - Cilleruelo de Abajo - Cilleruelo de Arriba - Ciruelos de Cervera (1) - Covarrubias (1) - Cuevas de San Clemente - Espinosa de Cervera - Fontioso - Iglesiarrubia - Lerma (6) - Madrigal del Monte (1) - Madrigalejo del Monte (1) - Mahamud | - Mazuela - Mecerreyes - Nebreda - Olmillos de Muñó - Peral de Arlanza - Presencio - Puentedura - Quintanilla de la Mata - Quintanilla del Coco (1) - Quintanilla del Agua y Tordueles (2) - Retuerta - Royuela de Río Franco (1) - Santa Cecilia - Santa Inés - Santa María del Campo | - Santibáñez del Val (1) - Solarana - Tejada - Tordómar - Torrecilla del Monte - Torrepadre (2) - Valdorros - Villafruela - Villahoz - Villalmanzo - Villamayor de los Montes - Villangómez (2) - Villaverde del Monte (1) - Villaverde-Mogina - Zael |  |

## Otras localidades (22)
| - Barriosuso (Santibáñez del Val) - Briongos de Cervera (Ciruelos de Cervera) - Castrillo de Solarana (Lerma) - Castroceniza (Quintanilla del Coco) - Hontoria de Riofranco (Torrepadre) - Montuenga (Madrigalejo del Monte) | - Paúles del Agua (Avellanosa de Muñó) - Pinedillo (Avellanosa de Muñó) - Quintanilla del Agua (Quintanilla del Agua y Tordueles) - Rabé de los Escuderos (Lerma) - Retortillo (Torrepadre) | - Revenga (Villaverde del Monte) - Revilla Cabriada (Lerma) - Ruyales del Agua (Lerma) - Santillán del Agua (Lerma) - Tordueles (Quintanilla del Agua y Tordueles) | - Tornadijo (Madrigal del Monte) - Torrecitores (Avellanosa de Muñó) - Ura (Covarrubias) - Veguecilla (La) (Royuela) - Villafuertes (Villangómez) - Villoviado (Lerma) |

## Red de senderos
Por iniciativa de ADECOAR y con la colaboración de los ayuntamientos afectados, se ha señalizado una red de senderos con una longitud media aproximada de 12 kilómetros, distribuidos en 19 rutas, en su mayoría circulares, buscando que al menos atraviesen dos localidades de la comarca. Es posible su recorrido en bicicleta al no existir desniveles demasiado acusados. Son los siguientes:
Senderos de la Comarca del Arlanza:
| Código     | Nombre                                              | Longitud   | Inicio                 | Final                             | Observaciones |
| ---------- | --------------------------------------------------- | ---------- | ---------------------- | --------------------------------- | --- |
| PCR-BU-113 | Mirador del Arlanzón                                | 10.6       | Belbimbre              | Barrio de Muñó                    | Vegas fluviales y llanura cerealista. |
| PCR-BU-114 | Sendero de los Andasusos                            | 12.8       | Carcedo de Burgos      | Modúbar de la Cuesta              | Robledales, cerros redondeados. |
| PCR-BU-115 | Sendero del Destierro del Cid                       | 10.0       | Castrillo del Val      | Castrillo del Val                 | Monasterio de San Pedro de Cardeña. |
| PCR-BU-116 | Sendero de la Roza de Isa                           | 13.5       | Madrigal del Monte     | Tornadijo                         | Paisaje de mosaico, roble rebollo, choperas, jaras, lavandas, tierras de labor. |
| PCR-BU-117 | Sendero del Campo de Muñó                           | 13.7       | Mahamud                | Mahamud                           | |
| PCR-BU-118 | Sendero de la Cuna del Buen Conde                   | 10.0       | Mecerreyes             | Mecerreyes                        | Al pie de la sierra de Las Mamblas. |
| PCR-BU-119 | Sendero del Enebral                                 | 20.2       | Pineda Trasmonte       | Cilleruelo de Arriba              | Árboles centenarios (enebros, sabinas y encinas), tierras de labor y fauna (perdices, abubillas, corzos y zorros).                                                                                  |
| PCR-BU-120 | Sendero de la Ermitas                               | 11.9       | Quintanilla del Coco   | Santibáñez del Val                | Ermitas de La Nava y de Santa Cecilia, cascada de El Churrión y desfiladero del río Mataviejas en los Sabinares del Arlanza.                                                                        |
| PCR-BU-121 | Sendero de las grandes encinas                      | 9.7        | Solarana               | Castrillo de Solarana             | Zona de monte conocida como La Sierra, castro celtibérico junto a la ermita de San Miguel y antigua calzada romana de Clunia a Segisama por el valle del Esgueva.                                   |
| PCR-BU-122 | Sendero de los palomares                            | 10.8       | Valdorros              | Montuenga                         | Bosque de roble y encina, paisaje de mosaico y antiguo camino real de Burgos a Madrid. |
| PCR-BU-123 | Sendero de la Ribera del Arlanza                    | 15.8       | Villahoz               | Tordómar                          | Bosque de ribera, Central de la Peña, puentes romanos de Talamanca y Tordómar, camino de la Vergüenza con cultivos y aves esteparias.                                                               |
| PCR-BU-124 | Sendero del cura Merino                             | 16.3       | Villoviado, Fontioso   | Rabé de los Escuderos             | Tierras que vieron nacer al famoso guerrillero. |
| PCR-BU-125 | Sendero de las Carboneras                           | 9.9        | Los Ausines            | Los Ausines                       | Paisaje de mosaico, roble rebollo, choperas y matorrales, jaras y lavandas. |
| PCR-BU-126 | Sendero del Valle del Bajo Arlanza                  | 9.5        | Escuderos              | Escuderos                         | Bosque de galería y puente romano. |
| PCR-BU-127 | Sendero de los Bodones                              | 7.0        | Orbaneja Ríopico       | Quintanilla-Riopico               | En la sierra de Atapuerca, pequeñas lagunas invernales, antiguo ferrocarril minero. |
| PCR-BU-128 | Sendero de Valzalamio                               | 7.2        | Torrecilla del Monte   | Torrecilla del Monte              | Famoso Bosque de Valzalamio, exrtenso encinar-rebollar, junto al Bardal de Lerma. |
| PCR-BU-129 | Sendero de Valdosa                                  | 10.2       | Tejada                 | Tejada                            | A los pies del pico Valdosa, sobresalen los sabinares albares y el bosque de quejigo y rebollo de la Dehesa de Barriosuso                                                                           |
| PCR-BU-130 | Senderos del Montecillo y la Morota                 | 8.1 y 10.5 | Puentedura             | Puentedura                        | Desde Puentedura dos rutas diferentes con el mismo punto de partida. Sendero Montecillo recorre al Norte, encinas, rebollos y pinos. Sendero de la Morota dirección Tordueles, sabinares y pinares. |
| PCR-BU-132 | Sendero del río Ausín y del Torreón de Olmosalbos   | 5.1 y 4.4  | Revillarruz            | Revillarruz                       | Bonito río Ausín y parajes singulares de Revillarruz. |
| PCR-BU-214 | Sendero de los Raposos                              | 9.8        | Santa Cecilia          | Santa Cecilia                     | A medio camino entre Lerma y Tordómar. |
| PCR-BU-215 | Sendero por las Riberas del Arlanzón y del Cogollos | 9.4        | Palazuelos de Muñó     | Palazuelos de Muñó                | En el Camino Real de la Ribera, singulares parajes de la zona de Muñó. Entre Palazuelos de Muñó y Barrios de Muñó.                                                                                  |
| PCR-BU-216 | Sendero de San Clemente                             | 9.4        | Cuevas de San Clemente | Cuevas de San Clemente            | Bajo la atenta mirada de la sierra de las Mamblas. |
| PCR-BU-217 | Sendero Quintanilleja y Calzada                     | 7.8        | Villangómez            | Villangómez                       | Disfrutar de un típico paisaje castellano. |
| BTT        | Ruta BTT de la Lana y el Vino                       | 19.6       | Villalmanzo            | Santa Inés - Torrecilla del Monte | Variante de 4 km. |
| BTT        | Ruta BTT Bosques del Arlanza                        | 28         | Nebreda                | Castroceniza - Cebrecos           | Variante 1.3 km. |